# SimCity Social
SimCity Social era un gioco online sociale per il social network Facebook. Come il gioco originale SimCity, SimCity Social permetteva agli utenti di creare la propria città. Comunque, come la precedente applicazione di Facebook The Sims Social, SimCity Social consentiva al giocatore di interagire con le città dei propri amici di Facebook. Il gioco è stato sviluppato dalla Maxis e dalla Playfish ed è stato pubblicato dalla Electronic Arts. È stato annunciato all'Electronic Entertainment Expo 2012, durante la conferenza stampa della EA il 4 giugno 2012.
La pubblicazione ufficiale del gioco è avvenuta il 25 giugno 2012.
Il gioco è stato chiuso il 14 giugno 2013.